# Тъмната половина
„Тъмната половина“ е роман на ужаса написан от Стивън Кинг и публикуван през 1989 г. Романът влиза в списъка на списание Publishers Weekly, като втората най-продавана книга за 1989.
Стивън Кинг пише няколко книги под псевдонима Ричард Бакман през 1970-те и 1980-те. Повечето романи на Бакман са по-тъмни и цинични по природа, носещи много по-голямо психологическо чувство за ужас. Кинг е разкрит като Ричард Бакман и в отговор той написва „Тъмната половина“.
През 1993 г. излиза кино версия, под същото заглавие "The Dark Half".